# Jean Baur
Pour les articles homonymes, voir Baur.
Jean Baur, parfois Jean-Pierre Baur, né vers 1718 à Bouzonville (duché de Lorraine) et mort dans la même ville le 5 juillet 1777, est un harpiste et compositeur de musique.

## Biographie
Il s'installe à Paris en 1745, juste après l'introduction de la harpe à pédale. 
Sa fille Marie-Marguerite Baur (1748-1828) est aussi harpiste, ainsi que son fils, Barthélemy (1751–1823) et son petit-fils Charles-Alexis (1789 - 1836). Sa fille épousera en 1779 Claude-Louis Berthollet et ils auront ensemble un fils, chimiste comme son père, Amédée-Barthélémy Berthollet (1780-1811) qui se suicidera.
Jean Baur est l'auteur d'ariettes, menuets et gavottes arrangés pour la harpe, avec plusieurs caprices, et des sonates et sonatines pour violon, clavecin ou pianoforte.

## Œuvres
Les œuvres de Jean Baur ont toutes été publiées à Paris entre 1763 et environ 1773.
- 6 sonates pour violon et basse, op. 1
- 6 sonates, avec plusieurs pièces en sons harmoniques, violoncelle, op. 2
- Sonates pour flûte, violon et basse continue (1761)
- Quatuor pour flûte, violon, basse et harpe (1769)
- Premier recueil d’ariettes de différents auteurs, accompagné de harpe, op. 4
- Deuxième recueil d’airs connus, avec quelques préludes et caprices propres à exercer les mains, pour harpe, op. 5 (c. 1770)
- 4 sonates : 2 pour harpe et clavecin ou pianoforte ; 2 pour harpe, violon ad lib, op. 6 (vers 1773)
- 4 sonates : 2 pour harpe et clavecin ou pianoforte ; 2 pour harpe, violon ad lib, op. 7
- 4 sonates : 2 pour harpe et clavecin ou pianoforte ; 2 pour harpe, violon ad lib, op. 8
- Premier recueil d’airs, ariettes, menuets et gavottes, avec plusieurs caprices, pour harpe
- 6 sonates : 4 pour 2 violons ; 2 pour violon et basse

## Discographie
- Six sonates pour harpe avec accompagnement chantant de clavecin, extraites de l'opus 6, 7 et 8 - Marielle Nordmann, harpe ; Brigitte Haudebourg, clavecin (1979, LP Arion) (OCLC 9378270). Réédition (1995) : Un concert chez Madame Récamier (Arion ARN68285) (OCLC 659282746)